# Сесун-Сіті (Каліфорнія)
Сесун-Сіті (англ. Suisun City) — місто (англ. city) в США, в окрузі Солано штату Каліфорнія. Населення — 29 518 осіб (2020).

## Географія
Сесун-Сіті розташований за координатами 38°14′54″ пн. ш. 122°0′36″ зх. д. / 38.24833° пн. ш. 122.01000° зх. д. (38.248334, -122.010066).  За даними Бюро перепису населення США в 2010 році місто мало площу 10,78 км², з яких 10,63 км² — суходіл та 0,15 км² — водойми.

## Демографія
Згідно з переписом 2010 року, у місті мешкало 28 111 особа в 8918 домогосподарствах у складі 6962 родин. Густота населення становила 2607 осіб/км².  Було 9454 помешкання (877/км²).
Расовий склад населення:
| - 38,4 % — білих - 20,3 % — чорних або афроамериканців - 19,0 % — азіатів - 1,2 % — вихідців з тихоокеанських островів - 0,7 % — корінних американців - 10,3 % — осіб інших рас |

До двох чи більше рас належало 10,0 %. Частка іспаномовних становила 24,0 % від усіх жителів.
За віковим діапазоном населення розподілялося таким чином: 27,5 % — особи молодші 18 років, 64,8 % — особи у віці 18—64 років, 7,7 % — особи у віці 65 років та старші. Медіана віку мешканця становила 33,0 року. На 100 осіб жіночої статі у місті припадало 96,9 чоловіків;  на 100 жінок у віці від 18 років та старших — 92,9 чоловіків також старших 18 років.
Середній дохід на одне домашнє господарство  становив 78 542 долари США (медіана — 66 452), а середній дохід на одну сім'ю — 84 516 доларів (медіана — 73 027). Медіана доходів становила 51 541 долар для чоловіків та 42 626 доларів для жінок. За межею бідності перебувало 14,3 % осіб, у тому числі 22,3 % дітей у віці до 18 років та 6,1 % осіб у віці 65 років та старших.
Цивільне працевлаштоване населення становило 13 241 осіб. Основні галузі зайнятості: освіта, охорона здоров'я та соціальна допомога — 20,8 %, роздрібна торгівля — 14,2 %, виробництво — 11,4 %, мистецтво, розваги та відпочинок — 10,1 %.